# Mark Strong
Mark Strong (Londres, 5 de Agosto de 1963) é um ator britânico.

## Biografia
Strong nasceu Marco Giuseppe Salussolia em Londres, Inglaterra, filho de mãe austríaca e pai italiano. Seu pai deixou a família pouco depois que ele nasceu, e sua mãe trabalhava como au pair para criar o filho sozinha. A mãe de Strong teve seu nome legalmente mudado, por escritura, quando ele era jovem, a fim de ajudá-lo a se assimilar melhor com ingleses. Ele se tornou Mark Strong.
Strong frequentou o Wymondham College em Norfolk e estudou a nível universitário em Munique, Alemanha, com a intenção de se tornar um advogado. Após um ano, ele voltou a Londres para estudar Inglês e Drama na estimada universidade Royal Holloway. Ele passou a dominar ainda mais seu ofício na Bristol Old Vic Theatre School.
Embora os americanos estejam mais familiarizados com os papéis de Strong como o vilão Dr. Sivana em Shazam! (2019), Lord Blackwood em Sherlock Holmes (2009) e o agente de codinome Merlin na franquia Kingsman, o público britânico o conhece de sua longa história como um ator de televisão. Ele também estrelou em várias produções teatrais britânicas, incluindo peças no Royal National Theatre e na RSC.
Seus papéis mais proeminentes na televisão inglesa incluem Prime Suspect 3 (1993) e Prime Suspect 6: The Last Witness (2003) como o Inspetor Larry Hall, e os papéis principais nos dramas da BBC Our Friends in the North (1996) e The Long Firm (2004), o último dos quais rendeu à Strong uma indicação ao BAFTA.
Strong mora em Londres com sua esposa Liza Marshall, com quem tem dois filhos, o mais jovem deles é afilhado de seu amigo de longa data: Daniel Craig.

## Filmografia
| 1993 | Century                                       | Policial              |                      |
| 1994 | Captives                                      | Kenny                 |                      |
| 1996 | Emma                                          | George Knightley      | Telefilme britânico  |
| 1997 | Fever Pitch                                   | Steve                 |                      |
| 1998 | Spoonface Steinberg                           | Pai                   | Telefilme britânico  |
| 1998 | The Man with Rain in His Shoes                | Dave Summers          |                      |
| 1999 | Sexo Entre Amigos                             | Frank                 |                      |
| 1999 | In The Name Of Love                           | Chris Monroe          | Telefilme britânico  |
| 1999 | Sunshine - O Despertar de um Século           | Istvan Sors           |                      |
| 2000 | Bomber                                        | Chrys Forsyth         | Telefilme britânico  |
| 2000 | Trust                                         | Michael Mitchan       | Telefilme britânico  |
| 2001 | A Última das Guerras                          | Dusty Miller          |                      |
| 2001 | Hotel                                         | Ferdinand             |                      |
| 2001 | Férias Malucas                                | Doug                  |                      |
| 2001 | Superstition                                  | Antonio Gabrieli      |                      |
| 2002 | Fields of Gold                                | Dr. Tolkin            | Telefilme britânico  |
| 2002 | Pé na Estrada                                 | Ian                   |                      |
| 2002 | Falling Apart                                 | Pete                  | Telefilme britânico  |
| 2003 | Dogma do Amor                                 | Arthur                |                      |
| 2003 | Some Place Safe                               | Pai                   | Curta-metragem       |
| 2003 | Henry VIII                                    | Duque de Norfolk      | Telefilme britânico  |
| 2005 | Revólver                                      | Sorter                |                      |
| 2005 | Oliver Twist                                  | Toby Crackit          |                      |
| 2005 | Walk Away and I Stumble                       | Andy Spader           | Telefilme britânico  |
| 2005 | Syriana - A Indústria do Petróleo             | Mussawi               |                      |
| 2006 | Tristão e Isolda                              | Wictred               |                      |
| 2006 | Low Winter Sun                                | Frank Agnew           | Telefilme britânico  |
| 2006 | Cenas de Natureza Sexual                      | Louis                 |                      |
| 2007 | Sunshine - Alerta Solar                       | Pinbacker             |                      |
| 2007 | Stardust - O Mistério da Estrela              | Septimus              |                      |
| 2008 | A Vida num só Dia                             | Nick                  |                      |
| 2008 | Reflexos da Inocência                         | Mannie Miesel         |                      |
| 2008 | Missão Babilônia                              | Finn                  |                      |
| 2008 | Rock'n'Rolla - A Grande Roubada               | Archy                 |                      |
| 2008 | Um Homem Bom                                  | Bouhler               |                      |
| 2008 | Rede de Mentiras                              | Hani                  |                      |
| 2009 | Frente a Frente Com o Inimigo                 | Dr. Niel Barnard      |                      |
| 2009 | A Jovem Rainha Vitória                        | Sir John Conroy       |                      |
| 2009 | The Odds                                      | D. Brooks             | Curta-metragem       |
| 2009 | Sherlock Holmes                               | Lord Blackwood        |                      |
| 2010 | Kick-Ass                                      | Frank D'Amico         |                      |
| 2010 | Robin Hood                                    | Sir Godfrey           |                      |
| 2010 | The Secret World of Arrietty                  | Pod                   | Voz                  |
| 2010 | Caminho da Liberdade                          | Khabarov              |                      |
| 2011 | National Geographic: The Story of Earth       | Narrador              | Documentário         |
| 2011 | O Guarda                                      | Clive Cornell         |                      |
| 2011 | A Legião Perdida                              | Guern                 |                      |
| 2011 | Lanterna Verde                                | Sinestro              |                      |
| 2011 | O Espião que Sabia Demais                     | Jim Prideaux          |                      |
| 2011 | O Príncipe do Deserto                         | Sultan Amar           |                      |
| 2012 | John Carter - Entre Dois Mundos               | Matai Shang           |                      |
| 2012 | Laços de um Crime                             | Robert Seymour        |                      |
| 2012 | A Hora Mais Escura                            | George                |                      |
| 2013 | Inimigos de Sangue                            | Jacob Sternwood       |                      |
| 2013 | Justin e a Espada da Coragem                  | Heraclio              | Voz                  |
| 2013 | Regressão                                     | John                  |                      |
| 2013 | The Great Martian War 1913-1917               | Narrador              | Documentário         |
| 2014 | Jaguar: Rendezvous                            |                       | Curta-metragem       |
| 2014 | Closer to the Moon                            | Max                   |                      |
| 2014 | O Jogo da Imitação                            | Stewart Menzies       |                      |
| 2014 | Antes de Dormir                               | Dr. Nasch             |                      |
| 2014 | Kingsman: Serviço Secreto                     | Merlin                |                      |
| 2015 | National Theatre Live: A View From The Bridge | Eddie Carbone         | Peça teatral filmada |
| 2016 | The Day Hitler Died                           | Narrador              | Documentário         |
| 2016 | Irmão de Espião                               | Sebastian Graves      |                      |
| 2016 | A Caminho do Desconhecido                     | William D. Stanaforth |                      |
| 2016 | Jadotville                                    | Conor Cruise O'Brien  |                      |
| 2016 | Armas na Mesa                                 | Rodolfo Schmidt       |                      |
| 2017 | 6 Dias                                        | Max Vernon            |                      |
| 2017 | Kingsman: O Círculo Dourado                   | Merlin                |                      |
| 2018 | O Apanhador Era um Espião                     | Werner Heinsenberg    |                      |
| 2018 | Stockholm                                     | Gunnar Sorensson      |                      |
| 2019 | Shazam!                                       | Dr. Silvana           |                      |
| 2019 | 1917                                          | Capitão Smith         |                      |
| 2021 | Cruella                                       | John                  |                      |